# Глазов Володимир Васильович
Володи́мир Васи́льович Гла́зов (19 листопада 1920 — 15 вересня 2014) — радянський військовик і активіст ветеранського руху в Україні, генерал-майор.
Почесний громадянин міста Вінниця. Обирався депутатом Вінницької міської ради, радником Вінницького міського голови.

## Життєпис
Народився в селі Корделівка Калинівської волості Вінницького повіту Подільської губернії УСРР (нині — Калинівський район Вінницької області). Росіянин.
У лавах РСЧА з вересня 1939 року. Закінчив 2-ге Київське артилерійське училище у 1941 році.
Учасник німецько-радянської війни з червня 1941 року: помічник командира 3-ї батареї 1-го дивізіону 711-го артилерійського полку 227-ї стрілецької дивізії, командир батареї 5-го гвардійського гарматного артилерійського полку 6-ї гвардійської гарматної артилерійської бригади 2-ї гвардійської артилерійської дивізії прориву РГК, помічник начальника оперативного відділення штабу тієї ж дивізії, гвардії капітан. Воював на Південно-Західному, Південному, 4-му Українському і 3-му Прибалтійському фронтах.
У 1954 році закінчив Військову академію імені М. В. Фрунзе. Командував полком у РВСП. У 1965 році вийшов у запас.
З 1966 по 1990 роки працював у Вінницькому обласному штабі цивільної оборони на посаді помічника начальника штабу.
З 1990 по 2010 роки очолював Вінницьку міську раду ветеранів війни, праці і збройних сил.

## Нагороди
Нагороджений українськими орденами «За заслуги» 3-го ступеня (08.05.2010), Богдана Хмельницького 3-го ступеня (14.10.1999), радянськими орденами Вітчизняної війни 1-го (02.10.1944) та двічі 2-го (29.09.1943, 11.03.1985) ступенів, двома орденами Червоної Зірки (19.12.1941, 1959), медалями, пам'ятним нагрудним знаком командувача ПС ЗС України «Повітряні Сили Збройних Сил України», Почесними грамотами Кабінету Міністрів України (23.10.1999, 25.03.2004), іншими відзнаками.
Рішенням виконавчого комітету Вінницької міської Ради народних депутатів від 02 листопада 1995 року № 814 «за мужність, виявлену в роки Великої Вітчизняної війни при визволенні України від німецько-фашистських загарбників, роботу з патріотичного виховання підростаючого покоління вінничан, наполегливу працю по згуртуванню та активізації діяльності міської ради ветеранів війни, праці та Збройних Сил» Глазову Володимиру Васильовичу присвоєно звання «Почесний громадянин м. Вінниці».